# 遠東Garden City
遠東Garden City，是一座位於臺灣台北市信義區的大型購物中心，為臺北大巨蛋附屬事業商場，由遠東SOGO百貨向遠雄巨蛋公司承租經營。承租部分包括商場棟地下2樓到地上8樓、影城棟1樓和6樓、體育館外圍1樓商場、地下1樓體育館入口商場及地下2樓捷運連通道商場等，承租商場樓地板面積約42,000坪，營業面積為36,188坪，分為A區本館(影城棟，一樓商場2025年5月開幕，影城預計年底開幕)、B區本館(商場棟，預計2026年開幕)、C區花園綠廊(2024年10月開幕)、D區食尚庭園(2024年5月開幕)。

## 歷史
- 2022年6月30日，遠東SOGO百貨和遠雄巨蛋公司簽署商場租賃契約，規劃以遠東SOGO CITY為名經營。[1]
- 2024年5月16日，遠東SOGO宣布大巨蛋商場命名為遠東Garden City，並公告D區潮美食公園GOURMET PARK將於5月30日開幕。[2]
- 2024年5月30日，遠東Garden City D區潮美食公園GOURMET PARK（後更名為食尚庭園），正式開幕，當天共有9間餐廳開始營業。[3]後續共有14間品牌進駐。
- 2024年10月14日， C區花園綠廊開幕，共有18間品牌進駐。
- 2025年5月25日，A區光之花園一樓開幕，共有7間品牌進駐。

## 樓層
| 區域 | A                        | B            | C                    | D          |
| 位置 | 影城棟                   | 商場棟(本館) | 大巨蛋地下街         | 大巨蛋週邊 |
| 樓層 | 光之花園                 | 莫內花園     | 花園綠廊             | 食尚庭園   |
| ---- | ------------------------ | ------------ | -------------------- | ---------- |
| 8F   | 不適用                   |              | 不適用               | 不適用     |
| 7F   | 不適用                   |              | 不適用               | 不適用     |
| 6F   | 主題餐廳                 |              | 不適用               | 不適用     |
| 5F   | 秀泰影城                 |              | 不適用               | 不適用     |
| 4F   | 秀泰影城                 |              | 不適用               | 不適用     |
| 3F   | 秀泰影城                 |              | 不適用               | 不適用     |
| 2F   | 秀泰影城                 |              | 不適用               | 不適用     |
| 1F   | 休閒運動、戶外用品、雜貨 |              | 不適用               | 主題餐廳   |
| B1   | 不適用                   |              | 雜貨、茶飲           | 不適用     |
| B2   | 不適用                   |              | 主題餐廳、輕食、雜貨 | 不適用     |

## 周邊
- 臺北大巨蛋
- 松山文創園區
- 誠品生活松菸店
- 國立國父紀念館

## 外部連結
- （繁體中文）遠東Garden City （页面存档备份，存于）